# دارين تورنر
دارين تورنر (بالإنجليزية: Darren Turner)‏ هو سائق سيارة سباق بريطاني، ولد في 13 أبريل 1974 في كامبرلي في المملكة المتحدة.

## وصلات خارجية
- الموقع الرسمي
- دارين تورنر على موقع DriverDB.com (الإنجليزية)